# Kultura w Mińsku Mazowieckim

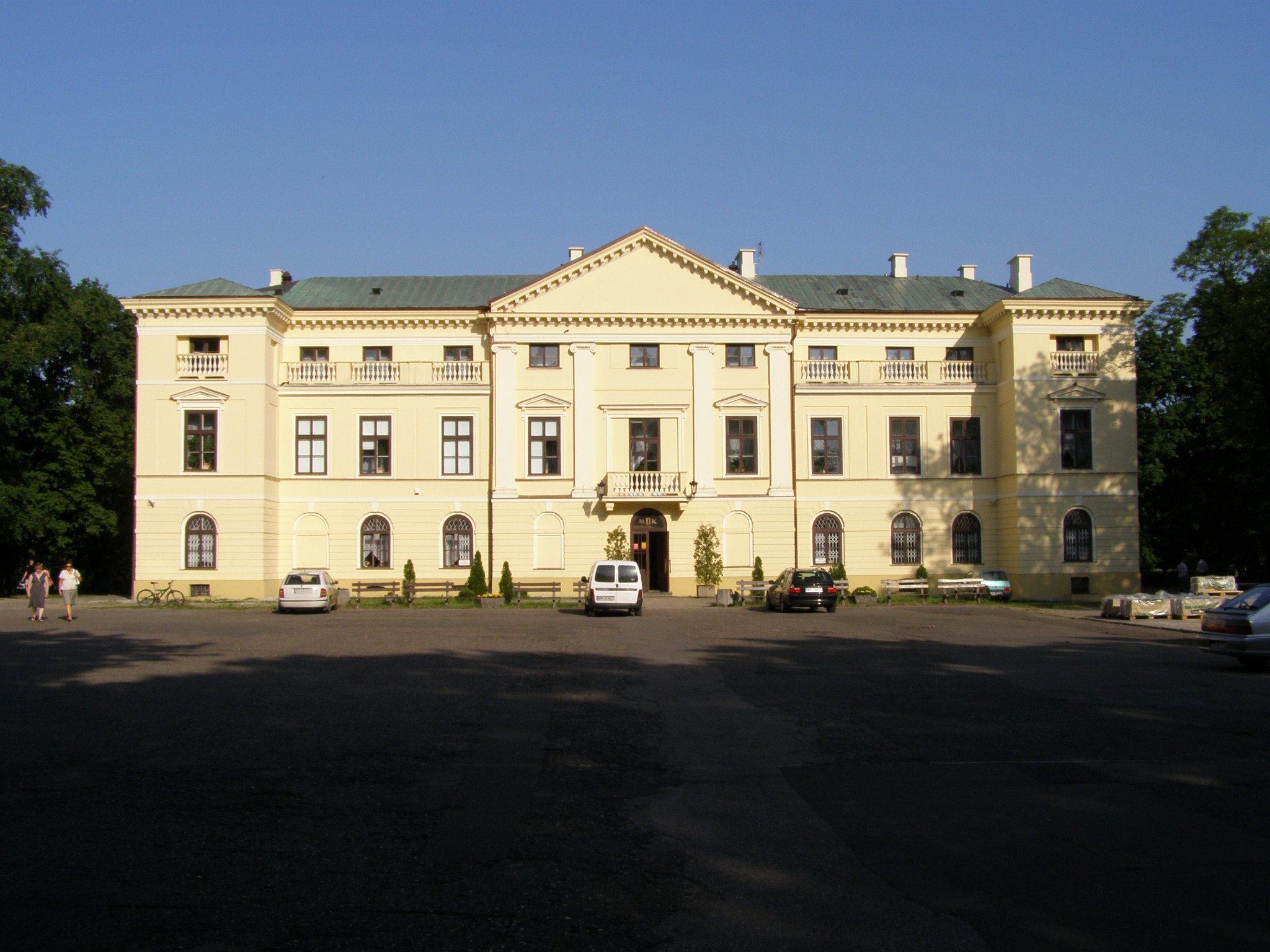
Pałac Dernałowiczów (siedziba Miejskiego Domu Kultury)

Głównymi instytucjami kulturalnymi działającymi na terenie miasta są Miejski Dom Kultury (Pałac Dernałowiczów) i Miejska Szkoła Artystyczna (ul. Jana Pawła II). Obie te instytucje prowadzą podobną działalność polegającą m.in. na organizacji zajęć pozalekcyjnych i wystaw. Z ich obiektów (place i sale MDK oraz sala koncertowa MSA) korzystają także inne instytucje.
W mieście działają dwie niezależne od siebie publiczne biblioteki: Miejska Biblioteka Publiczna (ul. Piłsudskiego 1a) oraz filia Biblioteki Pedagogicznej im. Heleny Radlińskiej w Siedlcach (ul. Sosnkowskiego). Ogółem w bibliotekach i filiach prowadzonych przez miasto znajduje się 164.618 woluminów, a w 2006 roku dokonano 155.387 wypożyczeń.
W 2005 roku miastu przyznano Nagrodę im. Kierbedziów w kategorii "samorządy przyjazne bibliotece".
Wszelkimi zagadnieniami związanymi z historią miasta zajmuje się Towarzystwo Przyjaciół Mińska Mazowieckiego (ul. Okrzei). W oparciu o nie (oraz o Muzeum 7. Pułku Ułanów Lubelskich) organizowane jest Muzeum Ziemi Mińskiej.
W samym mieście wydawane są 3 prywatne tygodniki lokalne: Co słychać?, Lokalna i Nowy Dzwon.

## Kultura

### Miejski Dom Kultury
Miejski Dom Kultury znajduje się w zabytkowym Pałacu Dernałowiczów w Parku Miejskim, w otoczeniu drzew i sztucznych zbiorników wodnych (z dzikim ptactwem).
Współtworzy życie kulturalne Mińska, organizując cykliczne imprezy artystyczne. Integruje środowiska twórcze różnych dziedzin artystycznych.
Posiada pracownie, w których na warsztatach artystycznych szkoli się ponad 500 osób. Działalności grup i sekcji towarzyszy powstawanie reprezentacyjnych instytucji - wizytówek artystycznych miasta.
Od roku 2007 MDK jest organizatorem Mińskiego Uniwersytetu Trzeciego Wieku (MUTW), na którego zajęcia uczęszcza ponad stu stałych słuchaczy. MUTW oferuje program edukacyjny o profilu kulturalnym, adresowany do ludzi starszych, którzy nie pracując już zawodowo mają czas na realizację swoich pasji i zainteresowań.
MDK przeprowadza konkursy plastyczne, recytatorskie, teatralne, oraz festiwale piosenki, zarówno dla dzieci, jak i dorosłych.
W MDK znajduje się świeżo odnowiona galeria wystawowa, gdzie regularnie odbywają się prezentacje twórczości artystów z całego świata.
MDK promuje Mińsk Mazowiecki w regionie i w kraju. Stale współpracuje z: mińskimi placówkami kultury i oświaty, Towarzystwem Przyjaciół Mińska Mazowieckiego, Mińskim Towarzystwem Muzycznym, Stowarzyszeniem Pomocy Artystom Niepełnosprawnym “Dom Muzyki”, Miejską Szkołą Artystyczną, Liceum Plastycznym, Miejską Biblioteką Publiczną.
Wynajmuje pomieszczenia pałacu, plac i amfiteatr; wypożycza sprzęt nagłośnieniowy i świadczy wszelkie usługi związane z organizacją i prowadzeniem imprez i przedsięwzięć kulturalnych.
Adres:

Miejski Dom Kultury w Mińsku Mazowieckim

ul. Warszawska 173, 05-300 Mińsk Mazowiecki
W Pałacu Dernałowiczów znajdują się ponadto:
- Mińskie Towarzystwo Muzyczne

### Miejska Szkoła Artystyczna

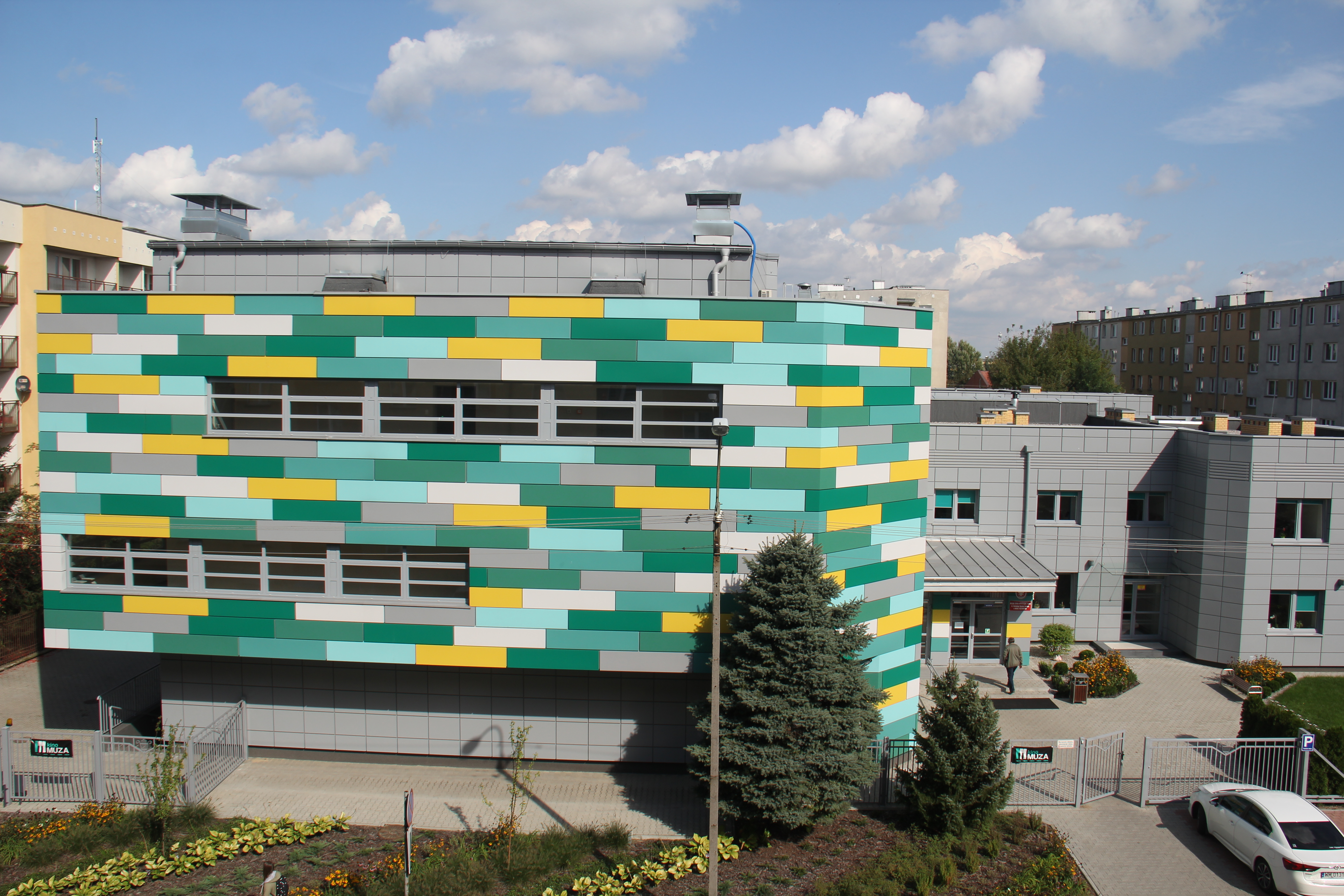
Miejska Szkoła Artystyczna

Miejska Szkoła Artystyczna znajduje się przy ul. Jana Pawła II Posiada salę koncertową.

### Inne ważne instytucje
- Miejska Orkiestra Dęta
- Mińskie Towarzystwo Muzyczne
- Chór Kameralny Mińskiego Towarzystwa Muzycznego
- Klub Dawnych Motocykli "Magnet"
- Stowarzyszenie Niezależna Inicjatywa Kulturalna

### Biblioteki
- Miejska Biblioteka Publiczna
- Biblioteka Pedagogiczna im. Heleny Radlińskiej w Siedlcach, filia w Mińsku Mazowieckim - ul. Sosnkowskiego

### Muzea i działalność historyczna
- Towarzystwo Przyjaciół Mińska Mazowieckiego - publikacje historyczne i wystawy okolicznościowe[4] - ul. Okrzei
- Muzeum 7 Pułku Ułanów Lubelskich im. Generała Kazimierza Sosnkowskiego oraz Towarzystwo Pamięci 7 Pułku Ułanów Lubelskich im. Generała Kazimierza Sosnkowskiego - ul. Sosnkowskiego

Muzeum Ziemi Mińskiej powstaje z obu powyższych.
- Bractwo Rycerskie Ziemi Mińskiej

### Prasa lokalna

#### Wydawana na miejscu - prywatna
- Co słychać?
- Lokalna
- Nowy Dzwon

#### Wydawana na miejscu - samorządowa
- MIM - Gazeta Samorządowa (Urząd Miasta Mińsk Mazowieckie)
- Głos Ziemi Mińskiej (Urząd Gminy Mińsk Mazowiecki)

#### Wydawana poza Mińskiem
- Życie Siedleckie
- Tygodnik Siedlecki

### Kino i teatr
Kino Światowid – ul. Piłsudskiego / Pl. Kilińskiego (nieczynne).
W Mińsku nie ma teatru jako instytucji, ale zespoły teatralne mogą występować w wielu miejscach.

### Muzyka
- amatorski i półzawodowy rock
- orkiestra i chóry
- liczne puby
- kilka małych sal koncertowych

### Wydarzenia
- Festiwal Chleba (folklor, od 2005)
  - W 2007 wystąpił Państwowy Zespół Ludowy Pieśni i Tańca "Mazowsze"
- Rock
  - Rock in Mińsk Fest (konkurs, od 2007)
  - koncerty fundacji Dom Muzyki (koncerty kilku gwiazd, do 2006)
  - inne koncerty